# Saphanidus
Saphanidus is een kevergeslacht uit de familie van de boktorren (Cerambycidae). De wetenschappelijke naam van het geslacht werd voor het eerst geldig gepubliceerd in 1894 door Jordan.

## Soorten
Saphanidus omvat de volgende soorten:
- Saphanidus aeneus Jordan, 1903
- Saphanidus basilewskyi Lepesme & Breuning, 1956
- Saphanidus catherinetta (Lepesme & Breuning, 1955)
- Saphanidus collarti Lepesme & Breuning, 1956
- Saphanidus dubius Jordan, 1903
- Saphanidus fulvus Jordan, 1903
- Saphanidus girardi Villiers, 1985
- Saphanidus jordani Lepesme & Breuning, 1956
- Saphanidus puncticollis Breuning, 1961
- Saphanidus viridescens Jordan, 1894